# 音部大輔
音部 大輔（おとべ だいすけ）は、日本の実業家、マーケター、著作家、株式会社クー・マーケティング・カンパニー代表取締役。「パーセプションフロー・モデル」考案者として知られている。愛知県名古屋市出身、関西学院大学大学院経営学研究科 MBA（マーケティング）、神戸大学大学院経営学研究科 博士号（マーケティング）取得。

## 概要
クー・マーケティング・カンパニー代表取締役。17年間の日本と米国のP&Gでブランドマネジャー、マーケティングディレクターとしてアリエール、ファブリーズ、アテント、パンパースなどのブランドを担当し、市場創造やシェアの回復を実現。US本社チームでイノベーションの知識開発をマーケティングとして主導。帰国後、ダノンジャパン、ユニリーバ・ジャパン、日産自動車、資生堂など複数のブランドを擁する企業で、マーケティング担当副社長やCMOとしてビジネス回復・伸張やマーケティング組織を主導。
コンサルの“プロフェッショナル”と呼ばれる早稲田大学ビジネススクール教授の内田和成氏と2006年に対談以降20年来の親交をもつ。 2008年、日本のマーケティング研究におけるパイオニアの一人・石井淳蔵（名誉教授）の薫陶を受ける。 神戸大学大学院 経営学研究科 博士号（マーケティング）取得。
2018年より独立し、大手企業のブランド構築やマーケティング組織支援を行う専門会社クー・マーケティング・カンパニー設立、現職。家電、化粧品、輸送機器、食品、広告会社、日用品など、国内外の多様なクライアントにマーケティング組織強化やブランド戦略などを支援。
著書に『なぜ「戦略」で差がつくのか。』（宣伝会議）、『マーケティングプロフェッショナルの視点』（日経BP）、『The Art of Marketing - マーケティングの技法 - パーセプションフロー・モデル全解説』（宣伝会議）、『マーケティングの扉』（日経BP）などがある。 『The Art of Marketing - マーケティングの技法』は、「日本マーケティング本大賞」で2022年の大賞受賞し、現在も多数の企業研修で導入されている。 
2024年12月に新著『君は戦略を立てることができるか 視点と考え方を実感する4時間』（宣伝会議）を発売、本書は2017年刊行のロングセラー書籍『なぜ「戦略」で差がつくのか。』をもとにマーケター向けの戦略立案に関する4時間の講義をまとめたもの。発売前の告知から反響が大きく、発売前に重版が決定した。
早稲田大学ビジネススクールで必修科目のマーケティング論を担当する。（2023年、2024年）

## 経歴
愛知県名古屋市生まれ、名古屋市立向陽高等学校、関西学院大学商学部を卒業。中学時代に見たサントリーローヤルのCMに感銘を受けて広告業界に夢憧れた。
大学卒業後、P&Gジャパン株式会社に入社。
1997年（平成9年）P&Gジャパン株式会社 ブランド・マネジャーに就任。
2001年（平成13年）P&Gジャパン株式会社 マーケティング・ディレクターに就任。
2004年（平成16年）関西学院大学商学研究科 MBA（マーケティング）取得。
2007年（平成19年）プロクター・アンド・ギャンブル（米国本社）ディレクターに就任。ミッションは、「Disruptive Innovation（破壊的イノベーション）を実行するために、マーケティングは何をどうすべきか提案せよ」であった。アジア地域からセントラルチーム配属は珍しい。
2008年（平成20年）神戸大学大学院経営学研究科 博士号（マーケティング）取得。博士論文は「ロバスト・ブランドと便益四態 : 外資系企業のマーケティング発想フレーム」。日本のマーケティング研究におけるパイオニアの一人・石井淳蔵（名誉教授）の薫陶を受ける。
2009年（平成21年）ダノンジャパン株式会社 マーケティング本部長に就任。
2012年（平成24年）ユニリーバ・ジャパン株式会社 取締役副社長兼マーケティング本部長に就任。
2014年（平成26年）日産自動車株式会社 グローバル・プロダクト・マーケティング本部長に就任。
2015年（平成27年）株式会社資生堂 日本事業本部マーケティング本部長に就任。
2016年（平成28年）朝日インタラクティブが運営する「第4回 CNET Japan CMO Award」受賞。2016年に最も企業の成長や実績などに貢献するマーケティング戦略を実践している人物3名の1人として選出された。
2017年（平成29年）3月、初の著書『なぜ「戦略」で差がつくのか。 : 戦略思考でマーケティングは強くなる』を出版。
2018年（平成30年）独立、大手企業のブランド構築やマーケティング組織支援を行う専門会社「クー・マーケティングカンパニー」設立。同年、Supership株式会社 マーケティング顧問に就任。
2019年（令和元年）公益社団法人日本アドバタイザーズ協会「第7回Webグランプリ Web人部門」受賞
2020年（令和2年）株式会社CyberZ顧問に就任。音部を迎え入れる機に広告代理事業内に「D2Cブランド戦略室」を設立。
2021年（令和3年）著書『The Art of Marketing マーケティングの技法』を出版し、翌年「日本マーケティング本 大賞2022」を受賞した。初版の帯にP&G米国本社時代に共に働いていたマーケティング部門リーダーがジム・ステンゲルが推薦文を寄せた。
2022年（令和4年）NTTアド顧問に就任。
2023年（令和5年）4月から早稲田大学ビジネススクール（WBS）で、必修科目であるマーケティングを教えている（現任）。マーケター育成の場として「音部大輔のマーケティング戦略講座」を主宰。
その他に「アドテック東京」アドバイザリーボードを務める。
消費者起点で描くマーケティングの全体設計図である「パーセプションフロー・モデル」考案者。

## 人物
- 中学2年のときにサントリーローヤルのCMに衝撃をうけた。幻想的な映像、印象的な音楽に魅了されて「こんな活動に関われたら素敵」とマーケティングの仕事を志すようになった[2]。
  - フランスの詩人「アルチュール・ランボー」編　※ https://youtube.com/z421FwGQ
  - バルセロナの建築家「アントニ・ガウディ」編　※ https://youtube.com/aWo1aNdn6fQ
- 趣味はオートバイ、バス釣り、ゲーム[17]。

## ビジネス論
- 「マーケティング」の本質的な意味は、「市場創造のための総合的活動」である。 マーケティング＝市場創造と理解したとき、「企業経営はマーケティングそのものである」「新しい価値を提案し、市場創造を続けることが持続的な企業繁栄の道である」と説くことができる。 [18]。
- 「戦略」の本質は、「目的達成のための資源利用の指針」である。 マーケティング活動には達成すべき目的があり、使える資源は有限である中、資源を効果的かつ効率的に使うための指針が必要となる。これが戦略である。[18]。
- 「ブランド」とは、「意味」である。 マーケティングが「市場創造」で、「ニーズの創出」であるとき、ブランドは「意味」で、「ベネフィットの創出」に関わってくる[18]。
- 「成長」とは、「昨日できなかったことが今日できること」。 マーケティングに限ったものではなく、広く「成長」を考えるときにも有効。
- 仕事で大事にしていることは「打ち手が十分に美しいか」「自然現象として理性的・合理的に意思決定できるものか」「成長につながるか」の3つ[19]。
- どうすれば売れるのかより「買いたくなる理由」を探せ[20]。

## 著書
※ 国立国会図書館「音部大輔」調べ
- 『なぜ「戦略」で差がつくのか。 : 戦略思考でマーケティングは強くなる』（宣伝会議、2017年3月10日）　ISBN 978-4883353989
- 『マーケティングプロフェッショナルの視点 : 明日から仕事がうまくいく24のヒント』（日経BP社、2019年4月4日）　ISBN 978-4296102587
- 『マーケティングの技法 : パーセプションフロー・モデル全解説』（宣伝会議、2021年12月1日）　ISBN 978-4883355259
- 『ガンダムでわかる現代ビジネス : Gundam Meets Business』（田中準也ほか共著、SBクリエイティブ、2022年3月23日）　ISBN 978-4815612825
- 『マーケティングの扉 : 経験を知識に変える一問一答』（日経BP、2023年4月20日）　ISBN 978-4296202126
- 『君は戦略を立てることができるか 視点と考え方を実感する4時間』（「宣伝会議」2024年12月19日 ) ISBN 978-4883356140

### 寄稿
- 『顧客体験マーケティング : 顧客の変化を読み解いて「売れる」を再現する』（村山幹朗, 芹澤連 著、インプレス、2020年8月）- 「顧客体験を「設計」するために」寄稿
- 『パーセプション : 市場をつくる新発想』（本田哲也 著、日経BP、2022年11月）- 著書と特別対談「認知度が高いのに売れないのはなぜ？」

## 出演

### ラジオ
- 『浜カフェ』（文化放送）[21]

### 雑誌
※ 国立国会図書館「音部大輔」調べ
- 『宣伝会議』（宣伝会議）
- 『ビジネス・インサイト』（現代経営学研究所）
- 『Fitness business』（クラブビジネスジャパン）
- 『週刊ダイヤモンド』（ダイヤモンド社）

### 主なイベント
- 『マーケティングWeek』（東京ビッグサイト） - 講師[22]
- 『営業DX EXPO』（東京ビッグサイト） - 講師[23]
- 『経営支援 EXPO』（東京ビッグサイト） - 講師[24]
- 『クロスヘルスEXPO』（東京ビッグサイト） - 講師[25]
- 『アドテック東京』（国際フォーラム） - 講師[26]

他多数

## 審査員
- 日本経済新聞社「NIKKEI BtoBマーケティングアワード 2022」[27]
- 日経クロストレンド「マーケター・オブ・ザ・イヤー2023【地方編】」[28]